# Nausicaä of the Valley of the Wind
Nausicaä of the Valley of the Wind (vertaald: Nausicaä van de vallei van de wind) (Japans: 風の谷のナウシカ, Romaji: Kaze no tani no Naushika) is een Japanse animatiefilm uit 1984. De film is bekend als de start van de carrière van regisseur Hayao Miyazaki, die door de opbrengsten van Nausicaa genoeg geld had om in 1985 zijn beroemde Studio Ghibli op te richten. Ondanks dat de film buiten Studio Ghibli om werd gemaakt is Nausicaa tegenwoordig opgenomen in de Ghibli-catalogus, met bijbehorend logo.
De film volgt Prinses Nausicaä, een pacifistische inwoner van de Windvallei, in een post-apocalyptische wereld waar ze een oorlog tussen verschillende landen probeert te voorkomen en als enige doorheeft dat de enorme insecten, de Ohmu, die de wereld bewonen, niet kwaadaardig zijn. In feite is de film een geanimeerde versie van enkele hoofdstukken van Miyazaki's mangaserie Nausicaä van de vallei van de wind, die van 1982 tot 1994 liep in de Animage tijdschrift van Tokuma Shoten en een veel ingewikkelder plot had (althans met dezelfde personages). Zodoende is het dus een van Miyazaki's weinige films zonder literaire inspiratie behalve die van hemzelf.
Enkel de manga is tot nu toe in het Nederlands verschenen.

## Verhaal
De film speelt zich 1000 jaar af na de "zeven dagen van brand", een gebeurtenis waarbij de menselijke beschaving en de meeste ecosystemen werden verwoest. De laatste nog levende mensen wonen nu in losse nederzettingen, die van elkaar worden gescheiden door de zogenaamde Zee van verderf (腐海, fukai). Deze Zee van verderf is een dichtbegroeide jungle waar onder andere reusachtige insecten leven. Alles in die jungle is giftig voor mensen, zelfs de lucht.
De protagonist van het verhaal is Nausicaä, de charismatische jonge prinses van de Vallei van de Wind. Hoewel ze een sterke vechter is, houdt ze niet van vechten. Ze heeft de gave om te communiceren met de enorme insecten, en heeft een grote empathie tegenover zowel mensen als dieren. Ze wordt onderwezen door de zwerver Yupa. Nausicaä verkent regelmatig de zee van verderf om wetenschappelijk onderzoek te verrichten in de hoop de bron van het gif te ontdekken. Ze gebruikt hiervoor een geavanceerde glider om vanuit de lucht de jungle te observeren.
Op een dag ziet Nausicaä een luchtschip neerstorten. Aan boord vindt ze een meisje van haar leeftijd, die de prinses van het koninkrijk Pejite blijkt te zijn. De prinses overleeft het ongeluk niet, maar kan nog net zeggen dat de lading van het schip vernietigd moet worden. De lading blijkt een kyoshinhei-embryo te zijn, een van de grote biologische wapens die werden ingezet tijdens de oude oorlog. Deze embryo blijkt al snel te zijn opgegraven door Pejite, maar daarna gestolen door de sterkere staat van Tolmekia. De volgende dag komen de Tolmekianen, geleid door hun prinses Kushana, naar de vallei om de embryo terug te halen. Kushana beweert met de God-krijger die uit de embryo zal groeien de zee van verderf te willen vernietigen om zo contact tussen de menselijke nederzettingen weer mogelijk te maken, ondanks waarschuwing van een oude vrouw genaamd Obaba dat dit alleen maar tot meer ellende zal leiden.
Kushana probeert terug te keren naar Tolmekia met Nausicaä en enkele anderen als gijzelaars. Voor hun vertrek onthult Nausicaä aan Yupa een verborgen tuin van jungleplanten die niet giftig zijn daar ze in zand en water uit een diepe bron groeien. Volgens haar is de jungle giftig vanwege de giftige grond waar de planten op groeien. Het luchtschip waarin de gijzelaars worden vervoerd, wordt aangevallen door een Pejitaans gevechtsschip, en beide schepen moeten een noodlanding maken in de zee van verderf. Daar redt Nausicaä de piloot van het Pejitaanse schip. De piloot blijkt Asbel te zijn, de tweelingbroer van de prinses die Nausicaä eerder ontmoette. Samen proberen ze de jungle te verlaten, maar vinden hierbij een verborgen wereld onder de zee van verderf, waar de planten niet giftig zijn daar al het gif al uit de grond is gezuiverd door de planten in de zee.
Nausicaä en Asbel keren terug naar Pejite, waar net een veldslag gaande is. Het Pejite-volk heeft de insecten uit de jungle naar de stad gelokt om af te rekenen met de Tolmekiaanse troepen. In de veldslag weet Nausicaä het vertrouwen van de insecten te winnen. De Tolmekianen proberen de God-krijger in te zetten, maar daar hij te vroeg is ontwaakt, sterft hij. Nausicaä en de insecten slagen er daarna in om de oorlog te beëindigen.

## Rolverdeling
| Acteur             | Personage |
| ------------------ | --------- |
| Sumi Shimamoto     | Nausicaä  |
| Mahito Tsujimura   | Jihl      |
| Hisako Kyoda       | Obaba     |
| Goro Naya          | Lord Yupa |
| Yoshiko Sakakibara | Kushana   |
| Yoji Matsuda       | Asbel     |
| Miina Tominaga     | Lastelle  |
| Ichiro Nagai       | Mito      |
| Rihoko Yoshida     | Teto      |
| Kohei Miyauchi     | Goru      |
| Joji Yanami        | Gikkuri   |
| Minoru Yada        | Niga      |

## Achtergrond

### Productie
Nausicaä werd geproduceerd met tekenaars die speciaal voor deze film werden ingehuurd en per beeldje betaald kregen. Een noemenswaardige tekenaar was Hideaki Anno, die later ook meewerkte aan Neon Genesis Evangelion. Anno had de opdracht de aanvalsscène van de God Krijger te tekenen, welke volgens Toshio Suzuki een hoogtepunt vormde in de film.

### Warriors of the Wind
In de jaren tachtig kreeg de film een Engelstalige versie, uitgebracht door New World Pictures. Deze versie droeg de titel Warriors of the Wind, en was sterk aangepast ten opzichte van de Japanse versie. Volgens Nausicaa.net, wisten de Engelse stemacteurs niets over de plot van de film, en werd meer dan 30 minuten aan beeldmateriaal uit de film geknipt.. Als gevolg hiervan zijn veel van de diepere betekenissen van de film verloren gegaan.
Warriors of the Wind vormde de basis voor de eerste Franse en Duitse versies (La Princesse des Etoiles en Die Sternenkrieger).
Veel fans van Nausicaä, evenals Miyazaki zelf, uitten hun onvrede over deze versie. Door deze versie verbood Miyazaki buitenlandse distributeurs voortaan ook maar een vinger op zijn films te leggen, waardoor ze in alle landen onveranderd zijn. De originele versie van Nausicaä, met nieuwe getrouwe nasynchronisaties door Walt Disney Pictures, is inmiddels uitgebracht in het westen.

## Prijzen en nominaties
Nausicaä of the Valley of the Wind won in 1985 drie prijzen:
- De prijs voor beste korte film op het Fantafestival
- De Readers' Choice Award voor beste film bij de Kinema Junpo Awards
- De Ofuji Noburo Award